# المعاوق (الحيمة الداخلية)

تعديل مصدري - تعديل

المعاوق هي إحدى قرى عزلة بني الحذيفي بمديرية الحيمة الداخلية التابعة لمحافظة صنعاء، بلغ تعداد سكانها 192 نسمة حسب تعداد اليمن لعام 2004.